# Rajon Tscherniwzi
Der Rajon Tscherniwzi (ukrainisch Чернівецький район/Tscherniwezkyj rajon; russisch Черновицкий район/Tschernowyzkyj rajon) ist ein ukrainischer Rajon mit etwa 650.000 Einwohnern. Er liegt in der Oblast Tscherniwzi und hat eine Fläche von 4126 km².

## Geographie
Der Rajon liegt zentral in der Oblast Tscherniwzi rund um die Hauptstadt Tscherniwzi und grenzt im Norden an den Rajon Tschortkiw (in der Oblast Ternopil), im Osten an den Rajon Dnister, im Südosten und Süden an Rumänien, im Westen an den Rajon Wyschnyzja,  sowie im Nordwesten an den Rajon Kolomyja (in der Oblast Iwano-Frankiwsk).

## Geschichte
Der Rajon entstand am 17. Juli 2020 im Zuge einer großen Rajonsreform durch die Vereinigung der Rajone Herza, Hlyboka, Storoschynez und Sastawna, Teile der Rajone Kizman, Nowoselyzja und Chotyn sowie des Stadtgebiets der bis dahin unter Oblastverwaltung stehenden Stadt Czernowitz.

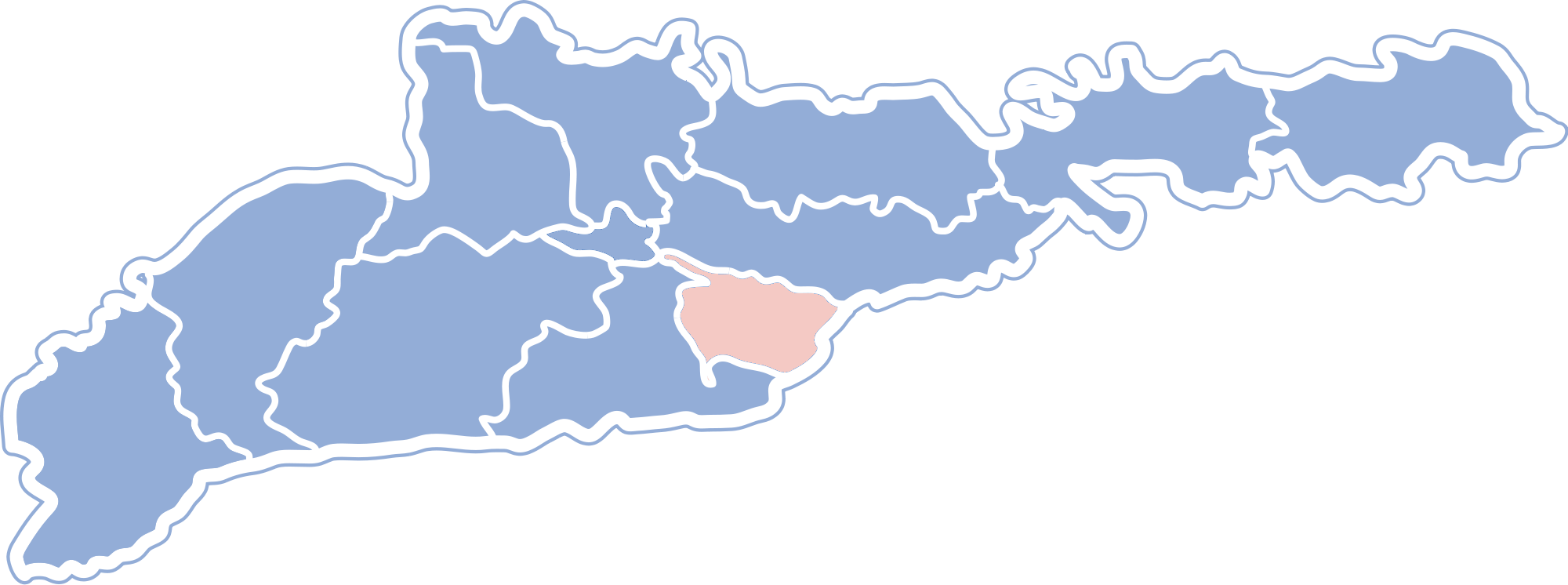
Rajon Herza bis Juli 2020
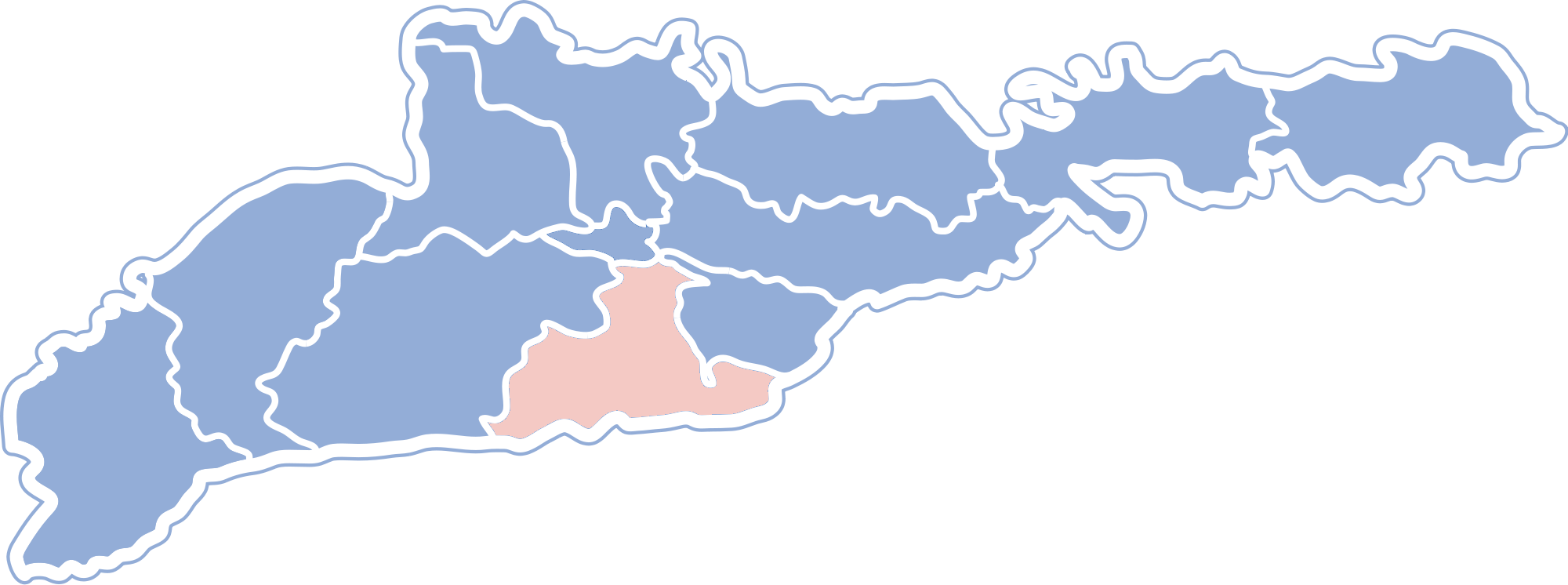
Rajon Hlyboka bis Juli 2020
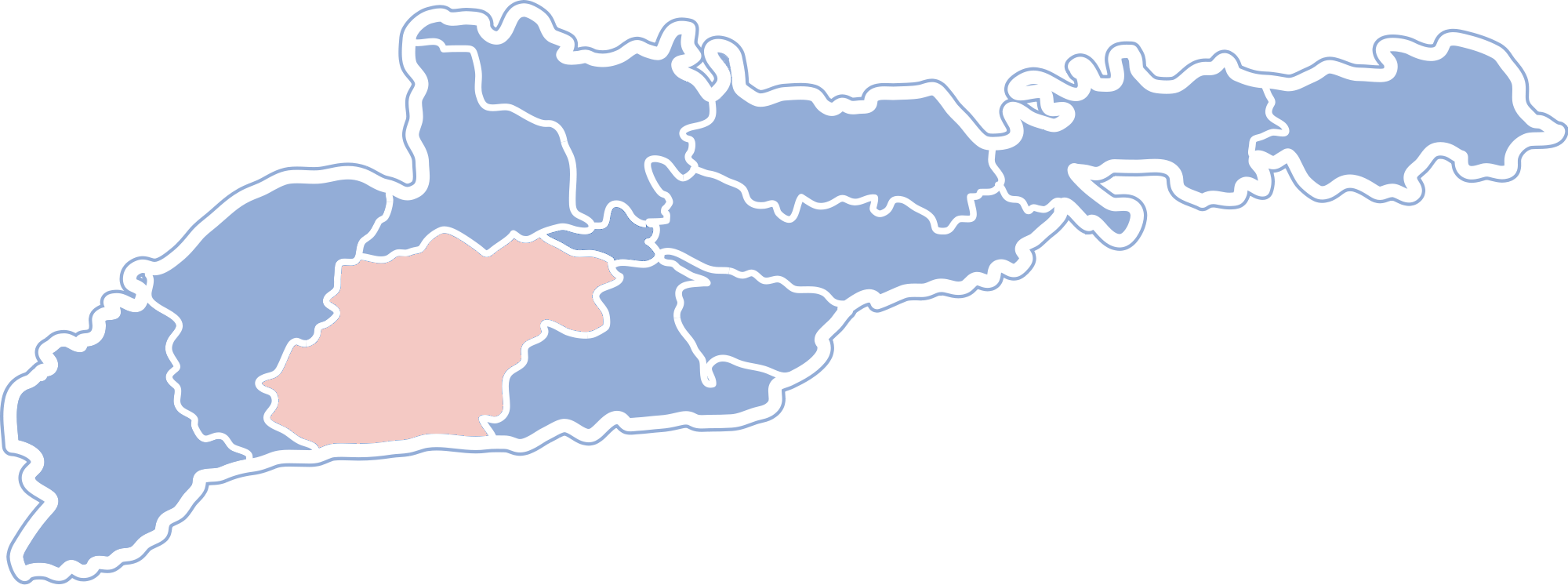
Rajon Storoschynez bis Juli 2020
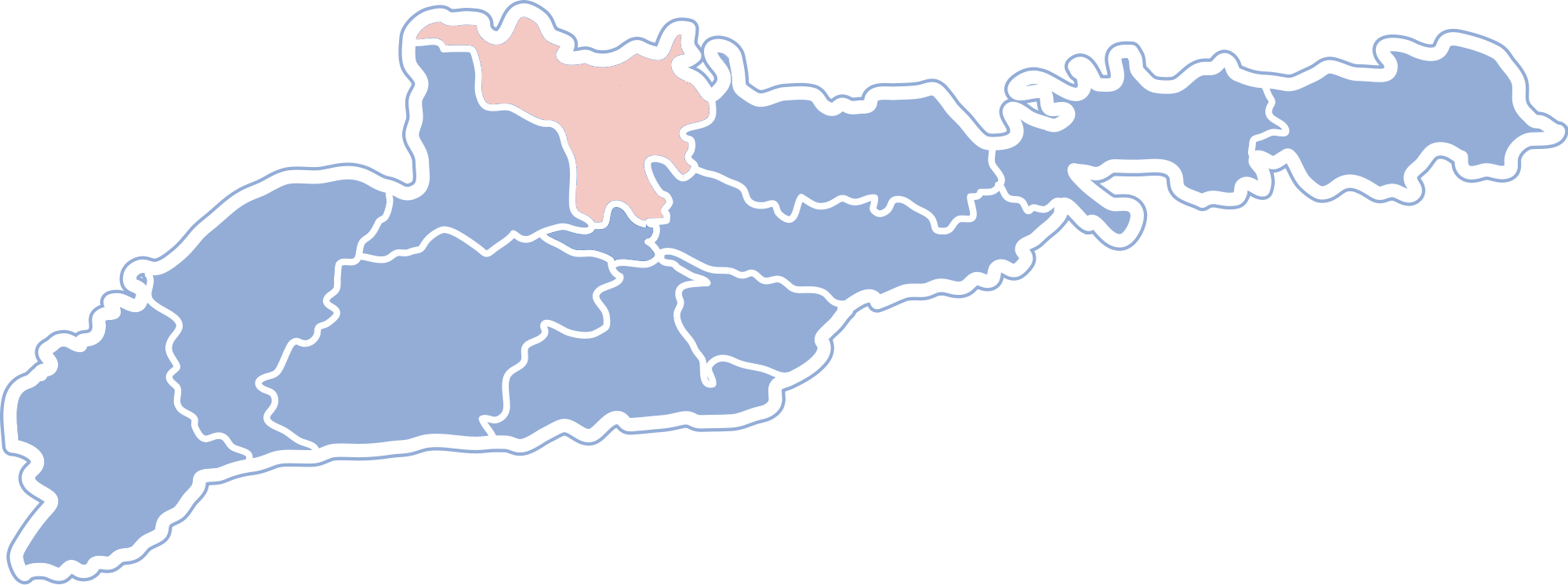
Rajon Sastawna bis Juli 2020
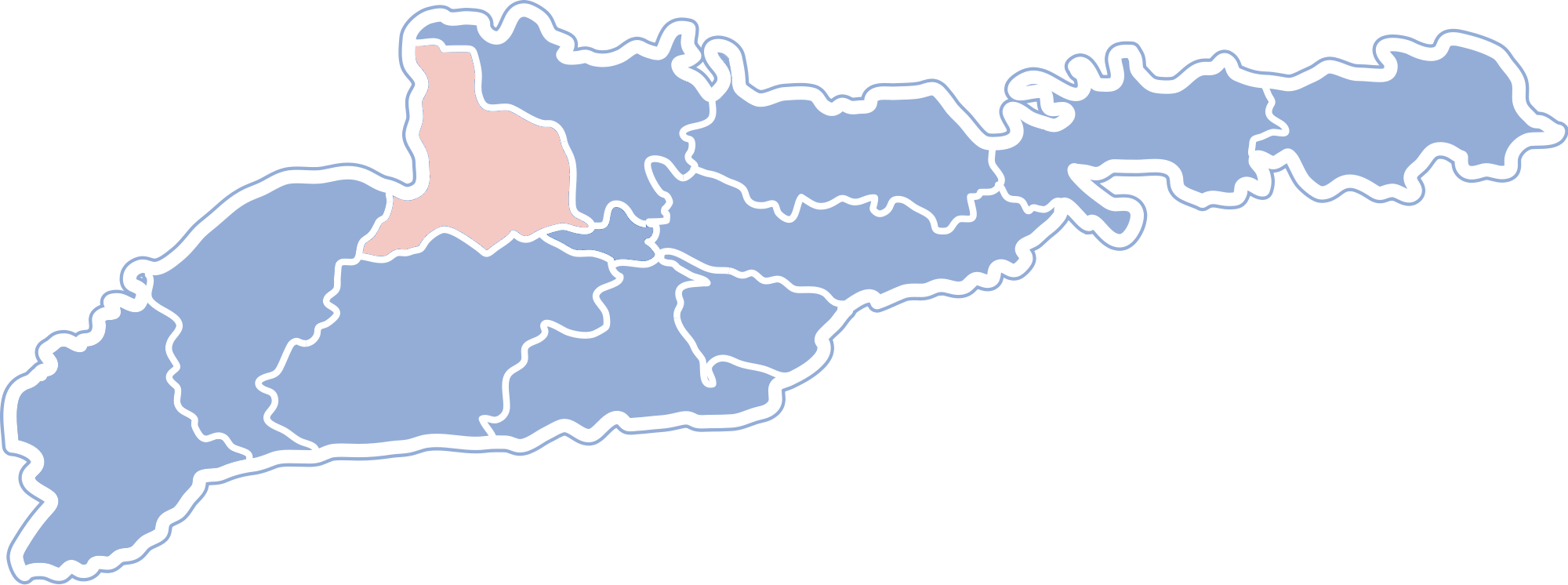
Rajon Kizman bis Juli 2020
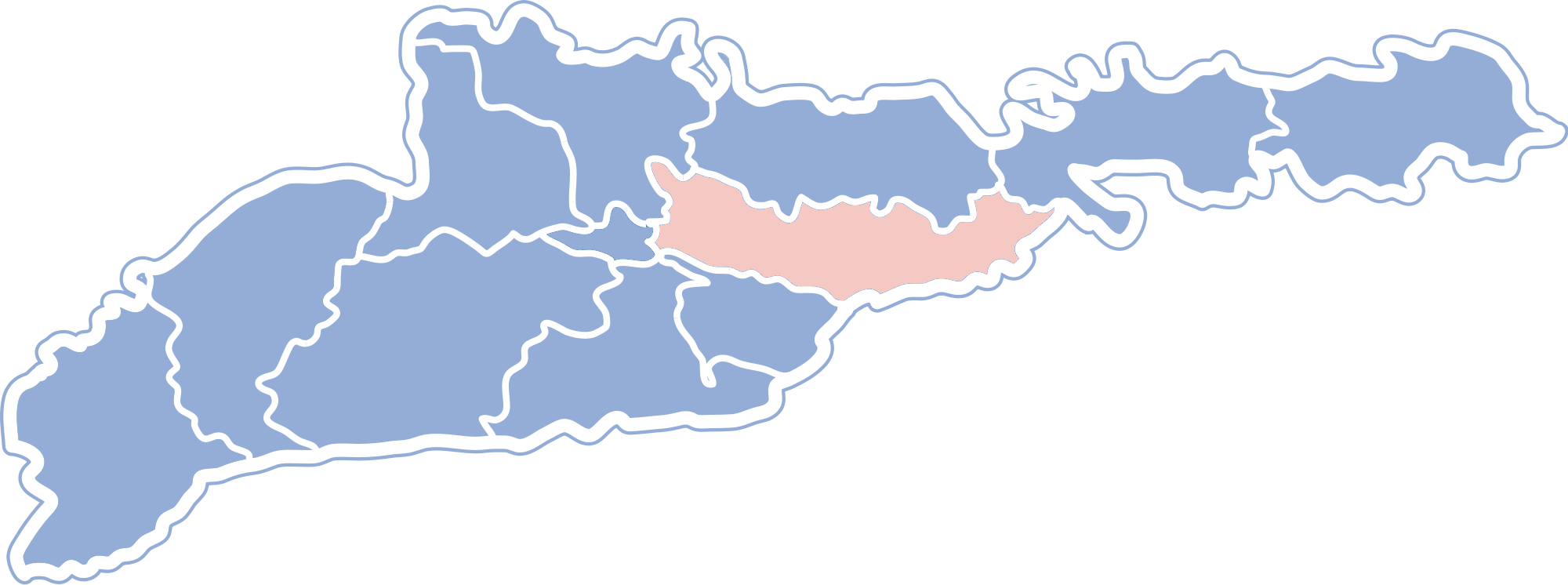
Rajon Nowoselyzja bis Juli 2020
Rajonsgebiet ab Juli 2020

## Administrative Gliederung
Auf kommunaler Ebene ist der Rajon in 33 Hromadas (6 Stadtgemeinden, 4 Siedlungsgemeinden und 23 Landgemeinden) unterteilt, denen jeweils einzelne Ortschaften untergeordnet sind.
Zum Verwaltungsgebiet gehören:
- 7 Städte
- 5 Siedlungen städtischen Typs
- 175 Dörfer

Die Hromadas sind im Einzelnen:
- Stadtgemeinde Czernowitz
- Stadtgemeinde Herza
- Stadtgemeinde Sastawna
- Stadtgemeinde Kizman
- Stadtgemeinde Nowoselyzja
- Stadtgemeinde Storoschynez
- Siedlungsgemeinde Hlyboka
- Siedlungsgemeinde Kostryschiwka
- Siedlungsgemeinde Nepolokiwzi
- Siedlungsgemeinde Krasnojilsk
- Landgemeinde Bojany
- Landgemeinde Horischni Scheriwzi
- Landgemeinde Jurkiwzi
- Landgemeinde Kadubiwzi
- Landgemeinde Kamjana
- Landgemeinde Kamjanka
- Landgemeinde Karaptschiw
- Landgemeinde Mahala
- Landgemeinde Mamajiwzi
- Landgemeinde Ostryzja
- Landgemeinde Petriwzi
- Landgemeinde Stawtschany
- Landgemeinde Sutscheweny
- Landgemeinde Taraschany
- Landgemeinde Toporiwzi
- Landgemeinde Terebletsche
- Landgemeinde Tschahor
- Landgemeinde Tschudej
- Landgemeinde Wantschykiwzi
- Landgemeinde Welykyj Kutschuriw
- Landgemeinde Werentschanka
- Landgemeinde Wikno
- Landgemeinde Woloka